# Émile Auguste Wéry
Pour les articles homonymes, voir Wéry.
Émile Auguste Wéry, né à Reims le 3 septembre 1868 et mort à Gressy le 2 mai 1935, est un artiste peintre français.

## Biographie
Il est le fils de Charles Wéry graveur -Ciselleur et de Jeanne Marie Mennesson.
Il est l'élève de Léon Bonnat, Jules Lefebvre et François Flameng.
Il devient l'ami d'Henri Matisse, qu'il côtoya à Paris (à la faveur d'un voyage en Bretagne qu'ils firent avec Augustin Hanicotte) qui témoigne de l'influence de Wéry sur son utilisation de la couleur : « Je me liai bientôt avec un peintre nommé Wéry et je partis avec lui en Bretagne. Je n'avais alors que des bistres et des terres sur ma palette, alors que Wéry, lui, avait une palette impressionniste ».
Il s'installe à Cagnes-sur-Mer de 1910 à 1912.
Il a travaillé avec son père et Théophile Soyez à la réalisation de la châsse de saint Remi.
Le graveur Paul-Émile Colin réalisa son portrait.

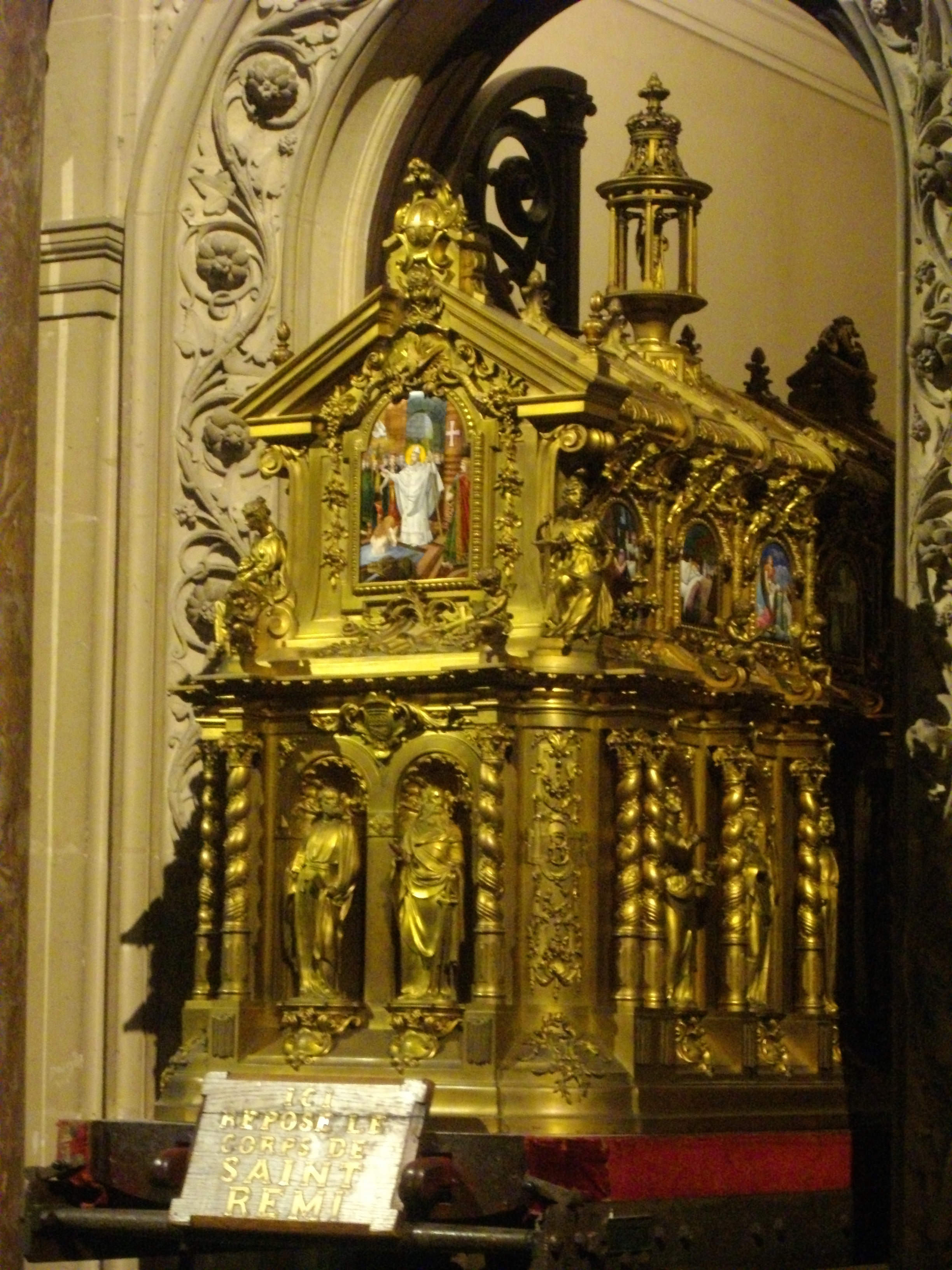
Châsse de saint Remi.

## Œuvres
- Retour d'école à Plougastel, 1898, huile sur toile, 170 x 200 cm, musée des Beaux-Arts de Reims
- Portrait de femme âgée, entre 1880 et 1926, huile sur toile, 56 x 47 cm, musée d'Orsay, Paris
- Venise, vue du Grand Canal,
- Désespérance,
- Portrait de Charles Arnould, Maire de Reims[7],
- Le Déchargement des Oranges à Marseille[8].

## Prix/ Récompense
- Médaille d'argent à l'Exposition universelle de 1900.
- Chevalier de la Légion d'honneur (1906)[4]. .

## Liens extérieurs
- Ressources relatives aux beaux-arts :   - Bénézit
  - British Museum
  - Delarge
  - Grove Art Online
  - Musée d'Orsay
  - Musée des beaux-arts du Canada
  - MutualArt
  - RKDartists
  - Union List of Artist Names
- Ressource relative à la vie publique :   - base Léonore
- Notices d'autorité :   - VIAF